# Deutsche Schwimmmeisterschaften 1893
Die 10. Deutschen Meisterschaften im Schwimmen fanden am 22. und 23. August 1893 im Bad Bendahl in Elberfeld statt, dem heutigen Ortsteil von Wuppertal. Es wurde eine Strecke von 100 m sowie 1500 m geschwommen. Zudem fanden Vorläufe (ohne Meisterschaft) in Tauchen und 66,6 m Rücken statt.
| Disziplin       | Name         | Verein             | Zeit        |
| --------------- | ------------ | ------------------ | ----------- |
| 100 m Freistil  | Eugen Wolf   | SV Düsseldorf      | 1:17,0 min  |
| 1500 m Freistil | Fritz Kniese | SC Borussia Berlin | 28:13,0 min |